# Mezzanego
Mezzanego (en ligur Mezànego ) és un comune italià, situat a la regió de la Ligúria i a la ciutat metropolitana de Gènova. El 2011 tenia 1.638 habitants. L'Ajuntament es troba a la frazione de Prati di Mezzanego.

## Geografia
Es troba a la vall Sturla, a l'est de Gènova. Té una superfície de 28,65 km² i les frazioni de Borgonovo Ligure, Case Zatta, Corerallo, Isola di Borgonovo, Passo del Bocco, Pontegiacomo, Porciletto, Prati di Mezzanego, San Siro Foce, Semovigo i Vignolo. Limita amb les comunes de Borzonasca, Carasco, Ne, San Colombano Certenoli i Tornolo.